# Афинское археологическое общество

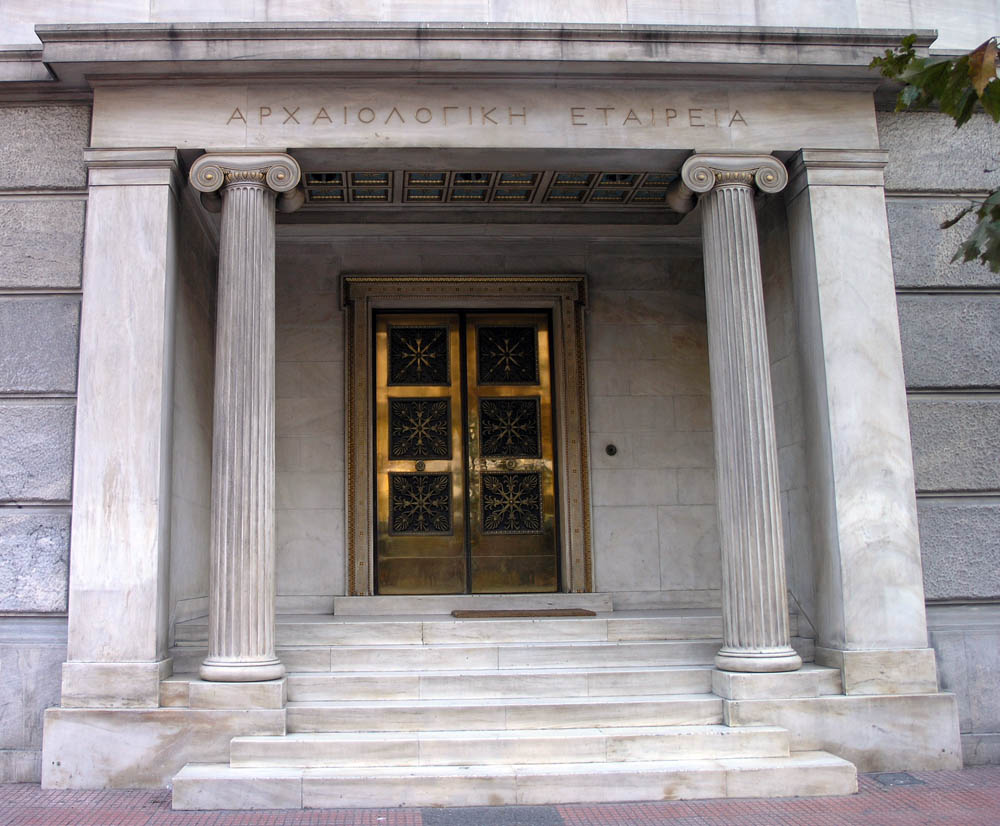
Афинское археологическое общество, Центральный вход

Афинское археологическое общество (греч. Εν Αθήναις Αρχαιολογική Εταιρεία) — научное археологическое общество, старейшее неправительственное научное учреждение Греции, созданное с целью обнаружения и спасения памятников и древностей Греции, разных эпох, их исследования и популяризации.

## История
Создано почти сразу после воссоздания греческого государства, в 1837 году, по инициативе и при финансовом содействии мецената Константина Веллиоса, с целью оказать помощь государственной археологической службе. Со дня своего создания Общество осуществило большое число археологических исследований в разных регионах Греции. Управляется Советом (одиннадцати) директоров, который избирается каждые 3 года на Генеральном собрании. Каждый год Общество издаёт «Протоколы Археологического общества» (138 томов, 1837—1982), где публикуются аналитические рапорты о его деятельности в Греции, «Археологическую газету» (122 томов, 1837—1983), где публикуются различные исследования и «Отчёт Археологического общества» (в мае каждого года) (32 тома, 1954—1985), с краткими докладами о раскопках. Также, раз в 3 месяца, издаёт журнал «Ментор» с новостями и статьями о археологии в Греции. Издаёт также многочисленные монографии на археологическую тематику.
Общество издало 102 тома Библиотеки Археологического общества (до 1993 года) и 12 томов серии «Древние площадки и музеи Греции».
Большинство раскопок Общества было произведено на средства его участников.

## Генеральный секретарь
- 1837—1851 — Рангавис, Александрос Ризос
- 1851—1852 — Византиос, Скарлатос
- 1852—1859 — Питтакис, Кирьякос
- 1859—1894 — Куманудис, Стефанос
- 1895—1909 — Панайотис Каввадиас
- 1910—1911 — Христос Цунтас
- 1912—1920 — Панайотис Каввадиас
- 1921—1923 — Яковос Драгацис
- 1924—1951 — Иконому, Георгиос
- 1951—1979 — Анастасиос К. Орландос
- 1979—1988 — Георгиос Милонас
- с 1988 — Василиос Петракос

## Публикации Общества (на греческом)
- Αρχαιολογική Εταιρεία. Εφημερίς αρχαιολογική (έτη 1883, 1884) (греч.). — Αθήνα: Εκ του τυπογραφείου των Αδελφών Περρή, 1884, 1885.
- Αρχαιολογική Εταιρεία. Εφημερίς αρχαιολογική (έτη 1885, 1886) (греч.). — Αθήνα: Εκ του τυπογραφείου των Αδελφών Περρή, 1885, 1886.
- Αρχαιολογική Εταιρεία. Εφημερίς αρχαιολογική (έτη 1890, 1891) (греч.). — Αθήνα: Εκ του τυπογραφείου των Αδελφών Περρή, 1891.
- Αρχαιολογική Εταιρεία. Εφημερίς αρχαιολογική (έτη 1896, 1897) (греч.). — Αθήνα: Εκ του τυπογραφείου των Αδελφών Περρή, 1896, 1897.
- Αρχαιολογική Εταιρεία. Εφημερίς αρχαιολογική (έτη 1900, 1901, 1902) (греч.). — Αθήνα: Εκ του τυπογραφείου Π. Δ. Σακκελαρίου, 1900, 1901, 1902.
- Αρχαιολογική Εταιρεία. Εφημερίς αρχαιολογική (έτη 1903, 1904 και 1905) (греч.). — Αθήνα: Εκ του τυπογραφείου Π. Δ. Σακκελαρίου, 1904 και 1905.
- Αρχαιολογική Εταιρεία. Εφημερίς αρχαιολογική. Ευρετήριον πρώτης και δευτέρας περιόδου 1837 - 1874, Τόμος πρώτος (греч.). — Αθήνα, 1973.